# Stroheim
Stroheim je obec v rakouské spolkové zemi Horní Rakousy, v okrese Eferding.
V roce 2012 zde žilo 1 540 obyvatel.

## Členění obce
Místní části: Bergern, Birihub, Dunzing, Götzenberg, Gmeinholz, Großstroheim, Gschnarret, Gstocket, Gugerling, Kleinstroheim, Knieparz ob der Leiten, Kobling, Mayrhof, Mitterstroheim, Reith, Schnellersdorf, Stallberg, Stroheim, Troß, Wögern, Wölflhof, Windischdorf.

## Politika

### Starostové
- do roku 2009 Josef Rabeder (ÖVP)
- 2009–2015 Franz Breuer (ÖVP)
- od roku 2015 Rudolf Gammer (ÖVP)